# Horizonte Futsal Clube
Der Horizonte Futsal Clube ist ein Futsalklub aus Horizonte, im brasilianischen Bundesstaat Ceará. Bei Horizonte handelt es sich um einen eigenständigen Klub, welcher 2007 vom Horizonte FC und der örtlichen Stadtverwaltung gegründet.

## Geschichte
Bereits im Jahr seiner Gründung erreichte Horizonte in der Campeonato Cearense de Futsal, der Meisterschaft des Bundesstaates, das Finale, in welchem man dem Granja Futsal unterlag. Nachdem die Ausgabe 2008 weniger erfolgreich verlaufen war, nahm Horizonte in dem Jahr noch an der Liga Nordeste de Futsal teil. An dieser nahmen Klubs aus der Região Nordeste teil. Hier konnte sich Horizonte im Finale gegen den AO Itabaiana mit 3:2 durchsetzen. Verbunden mit dem Meistertitel war die Startberechtigung auf nationaler Ebene in der Superliga de Futsal 2009.
2009 konnte der Klub Campeonato Cearense erstmals gewinnen. In der Superliga de Futsal erreichte Horizonte in seiner Gruppe A den zweiten Platz und musste sich im Halbfinale CRESSPOM stellen. In dem Treffen unterlag man mit 2:3. Am Ende des Turniers wurde Horizonte mit dem Fair Play Award ausgezeichnet. In der Campeonato Cearense konnte Horizonte 2010 seinen Titel verteidigen. Diesem schlossen sich weitere an.
2017 konnte der Klub seinen bislang größten Erfolg feiern. Im Copa do Brasil de Futsal erreichte Horizonte die Finals. Der Konkurrent in diesen war die AD Futsal Tubaronense. Das Hinspiel bei diesem verlor man mit 3:2. Im Rückspiel erreichte Horizonte in der regulären Spielzeit ein 3:1. So musste die Entscheidung in der Verlängerung gesucht werden. Diese konnte der Klub durch einen Strafstoß für sich entscheiden.
Ob der Klub derzeit an offiziellen Wettbewerben teilnimmt, ist nicht gesichert. Sein Profil beim Federação Cearense de Futsal, dem Futsalverband des Bundesstaates, ist derzeit ohne Daten.

## Teilnahme an Wettbewerben
National
- Superliga de Futsal: 2009, 2012, 2015
- Taça Brasil de Futsal - Divisão Especial: 2010, 2014
- Taça Brasil de Futsal 1° Divisão: 2011, 2017, 2018
- Taça Brasil de Futsal 2° Divisão: 2016
- Copa do Brasil de Futsal: 2017, 2019
- Supercopa do Brasil de Futsal: 2018

Überregional
- Liga Nordeste de Futsal (5×): 2008, 2010, 2011, 2014, 2017

Regional
- Campeonato Cearense de Futsal (12×): 2007, 2008, 2009, 2010, 2011, 2012, 2013, 2014, 2015, 2016, 2017, 2018
- Copa Metropolitana de Futsal (7×): 2009, 2010, 2011, 2012, 2013, 2014, 2015
- Copa TV Verdes Mares de Futsal (4×): 2013, 2014, 2015, 2016
- Copa do Estado do Ceará de Futsal: 2017
- Copa TV Diário de Futsal: 2017
- Intermunicipal de Futsal: 2017

## Erfolge
- Copa do Brasil de Futsal: 2017
- Taça Brasil de Futsal: 2017 (Fair Play Award)
- Campeonato Cearense de Futsal (6×): 2009, 2010, 2015, 2016, 2017, 2018
- Liga Nordeste de Futsal (4×): 2008, 2011, 2014, 2017
- Copa do Estado do Ceará de Futsal: 2017